# نبویشا گلوگواتس
نبویشا گلوگواتس (سیریلیک صربی: Небојша Глоговац؛ ۳۰ اوت ۱۹۶۹ – ۹ فوریهٔ ۲۰۱۸) یک هنرپیشه اهل جمهوری فدرال سوسیالیستی یوگسلاوی بود.
از فیلم‌ها یا برنامه‌های تلویزیونی که وی در آن نقش داشته‌است می‌توان به دایره‌ها اشاره کرد.